# Гунда (фильм)
«Гунда» (англ. Gunda) — документальный фильм российского режиссёра Виктора Косаковского, спродюсированный Хоакином Фениксом и вышедший на экраны в 2020 году. Признан критиками одним из лучших фильмов года.

## Сюжет
«Гунда» — чёрно-белый фильм, в котором не появляются люди и не звучит человеческая речь. Это наблюдения за жизнью свиньи Гунды и её поросят. Картина стала своеобразным продолжением фильма Косаковского «Акварель», рассказывающего о силе воды; исполнительным продюсером проекта стал Хоакин Феникс, известный не только как актёр, но и как зоозащитник, последовательный противник антропоцентризма в современном искусстве.

## Релиз и оценки
Премьера «Гунды» состоялась 23 февраля 2020 года на Берлинском кинофестивале. 19 сентября того же года фильм показали на фестивале в Нью-Йорке, в октябре — на фестивале в Аделаиде. 16 апреля 2021 года он вышел в театральный прокат в США.
Хоакин Феникс назвал «Гунду» «глубоко медитативным» и «проникновенно важным» фильмом, «гипнотизирующим зрелищем эмоциональной связи между разными видами животных, обычно — возможно, даже специально — скрытой от наших глаз». Ведущий кинокритик The New York Times Манола Даргис включила «Гунду» в свой список десяти лучших фильмов 2020 года. Гай Лодж из Variety написал в своей рецензии об «ослепительно красивых образах фильма и мягком, погружающем повествовании».
На кинофестивале «Артдокфест» в 2021 году «Гунда» получила премию за лучшую режиссуру.